# Atoposaurus
Atoposaurus es un género extinto de crocodilomorfo. Es el género tipo de la familia Atoposauridae. Sus fósiles han sido hallados en estratos del Jurásico Superior los que corresponden a dos especies distintas, en Francia y Alemania.
Un rasgo interesante de Atoposaurus es que carecía de escudos dorsales, una característica común en los atoposáuridos así como en muchos crurotarsos. La ausencia de escudos, junto a su relativamente pequeño tamaño (los especímenes descubiertos alcanzan longitudes de más de 17 centímetros), las estrechas fosas supratemporales, la amplia región occipital, la delgada barra postorbital, y la ornamentación apenas desarrollada, han llevado a algunos paleontólogos a creer que quizás es una forma juvenil de otro género dentro de los Atoposauridae, muy probablemente Alligatorellus.

## Historia del holotipo
El Museo Teyler tiene el espécimen holotipo de Atoposaurus oberndorfi que fue comprado por el curador J.G.S. van Breda en 1863 de Adam August Krantz (1809-1872), un vendedor de minerales de Bonn desde 1850 en adelante. La adquisición fue hecha junto a los de otros especímenes holotipo como Sapheosaurus laticeps, Homeosaurus maximilliani, Rhamphorhynchus gemmingi, Pterodactylus longiropteris y Pterodactylus meyeri, de acuerdo con el libro Zur Fauna der Vorwelt (1860) escrito por Christian Erich Hermann von Meyer.